# Gare de Chantenay-Saint-Imbert
Gare de Chantenay-Saint-Imbert – przystanek kolejowy w Chantenay-Saint-Imbert, w departamencie Nièvre, w regionie Burgundia-Franche-Comté, we Francji.
Jest przystankiem kolejowym Société nationale des chemins de fer français (SNCF), obsługiwanym przez pociągi TER Bourgogne.

## Położenie
Znajduje się na wysokości 201 m n.p.m., na km 289,942 linii Moret – Lyon, pomiędzy stacjami Saint-Pierre-le-Moûtier i Villeneuve-sur-Allier.

## Usługi
Jest obsługiwany przez pociągi TER Bourgogne kursujące między Nevers, Moulins i Clermont-Ferrand.